# ニュートロン (ボードゲーム)

ニュートロンの例

ニュートロン（Neutron）とは、二人抽象戦略ゲームの一つである。Robert A. Krausにより考案された。

## 目的
プレイヤーの目的は「ニュートロン」を自陣（プレイヤーから見て最下段）まで運ぶことである。ニュートロンが自陣に運ばれるのは自分のターン中とは限らず、相手の動かせる場所がこちらの自陣しかなければ相手のターン中に運ばれることになる。このほかステイルメイト（何らかの理由で相手がターンを完了できない）で勝利するケースもある。

## 遊び方
1. 白側と黒側の各自陣にそれぞれ 5 個の駒、そして中央にニュートロンを配置した形からゲームは始まる。
2. 駒とニュートロンは縦横斜めいずれかの方向に一直線に動かせるが、途中で止めるのは不可で必ず突き当たりまで動かす必要がある。また駒が通過・移動できるのは空きマスに限られるので、他の駒を飛び越えたり取ったりすることはできない。
3. まず始めに一方が自陣の駒を 1 つ動かす。それ以降は各ターン毎に「ニュートロン→自分の駒」の順で駒を動かしていく。
4. ニュートロンが自陣に入るか、相手がニュートロンを動かせなくなったら勝ち。